# Ernest Bickham Sweet-Escott
Sir Ernest Bickham Sweet-Escott KCMG (* 20. August 1857; † 9. April 1941) war ein britischer Kolonialverwalter.

## Biografie
Sweet-Escott besuchte nach der „King Edward VI.“-Grundschule in Bromsgrove das Royal Somersetshire College in Bath und studierte am Balliol College. Er lehrte ab 1881 am Royal College von Mauritius und heiratete am 14. Dezember des gleichen Jahres Mary Jane Hunt, mit der er später fünf gemeinsame Kinder namens Kathleen, Stanley Bickham, Norah Muriel, Hugh Bevil und Leslie Wingfield bekam.
Ab 1886 wurde Sweet-Escott auf Mauritius Assistenz-Kolonialsekretär und amtierte 1889 dort auch als Kolonialsekretär. Es folgten Verwendungen in Britisch-Honduras von Mai 1893 bis September 1898, bevor er ab Juni 1899 als Verwalter der Seychellen und nach der Schaffung des dortigen Gouverneurspostens als solcher von November 1903 bis 1904 tätig war. 1904 wurde er als Knight Commander des Order of St. Michael and St. George geadelt und kehrte nach Britisch-Honduras zurück, wo er vom 15. April 1904 bis zum 13. August 1906 Gouverneur war. Von 1906 bis 1912 war er Gouverneur der Leeward Islands und wurde am 25. Juli 1912 Gouverneur der Fidschi-Inseln sowie Hochkommissar für die Region Westpazifik. In seiner Amtszeit stiftete er 1913 auch das Escott Shield, einen Rugby-Pokal, den erstmals der Pacific Club gewann. Seine Amtszeit endete am 10. Oktober 1918.